# Дикі ліжка
«Дикі ліжка» (італ. «Letti selvaggi») — італійська кінокомедія режисера Луїджі Дзампи, що вийшла 16 березня 1979 року.

## Сюжет
Фільм складається з кількох окремих новел (епізодів) на еротичну тему, не пов'язаних між собою сюжетом. Кожна із запрошених кінозірок (Урсула Андресс, Лаура Антонеллі, Сільвія Крістель, Моніка Вітті) взяла участь в двох новелах. При цьому новели відрізняються не тільки сюжетом, головними героями та  акторами, що їх зіграли, але й стилем, в якому зняті.
1. Двадцять років — це недовго (Сільвія Крістель)
2. Трохи нудно опівдні (Лаура Антонеллі і Хосе Луїс Лопес Васкес)
3. Вдова (Урсула Андресс і Мікеле Плачідо)
4. Мама (Моніка Вітті і Роберто Беніньї)
5. Молодий і недосвідчений (Сільвія Крістель)
6. Трохи хвилювання опівдні (Лаура Антонеллі)
7. Пасажирка (Урсула Андресс і Хосе Луїс Лопес Васкес)
8. Хто сміється останнім (Моніка Вітті і Мікеле Плачідо).

## У ролях
| Урсула Андресс         | ···· | вдова          |
| Сільвія Крістель       | ···· | Джованна       |
| Лаура Антонеллі        | ···· | Джованна       |
| Моніка Вітті           | ···· | Марія          |
| Роберто Беніньї        | ···· | директор школи |
| Енріко Беруші          | ···· | професор       |
| Орландо Ораціо         | ···· | Фіороні        |
| Хосе Сакрістан         | ···· | музикант       |
| Мікеле Плачідо         | ···· | Анджело        |
| Хосе Луїс Лопес Васкес | ···· | власник гаражу |
| Россана Ді Лоренцо     | ···· | бакалійниця    |

## Знімальна група
| Режисер    | ···· | Луїджі Дзампа                                 |
| Сценарій   | ···· | Луїс Кастро, Тоніно Гуерра, Джорджо Сальвіоні |
| Продюсер   | ···· | Джорджо Сальвіоні                             |
| Оператор   | ···· | Армандо Наннуцці, Джузеппе Руццоліні          |
| Композитор | ···· | Ріц Ортолані                                  |
| Художник   | ···· | Елена Річчі Поччетто, Люка Сабателлі          |
| Монтаж     | ···· | Франко Фратічеллі                             |